# Ligue mondiale de volley-ball 2015
Navigation
2014 2016
La 26e édition de la Ligue mondiale de volley-ball se déroule du 16 mai au 5 juillet 2015, pour la phase intercontinentale et du 15 au 19 juillet pour la phase finale. Le vainqueur est l'équipe de France.

## Formule de la compétition
Dans la phase intercontinentale, 32 équipes sont réparties en 8 poules (3 divisions).
6 équipes sont qualifiées pour la phase finale qui se déroule du 15 au 19 juillet 2015 à Rio de Janeiro au Brésil.
Ces six équipes sont :
- les deux premiers des deux poules A et B (Division 1) ;
- le vainqueur du Final Four de la Division 2 (poules : C, D, E) ;
- le pays organisateur (le Brésil)[3].

Pour la troisième division, un tournoi final à quatre se déroule le week-end du 3 au 5 juillet en Slovaquie regroupant :
- les premiers des trois poules F, G et H ;
- le pays organisateur (la Slovaquie).

Le système de comptabilisation des points est :
- pour une victoire par 3-0 ou 3-1, le vainqueur obtient 3 points, le perdant 0 point ;
- pour une victoire par 3-2, le vainqueur obtient 2 points, le perdant 1 point.

Pour départager les équipes, on utilise les critères suivants :
1. Nombre de matchs gagnés ;
2. Nombre de points gagnés ;
3. Ratio des sets ;
4. Ratio des points ;
5. Différence particulière.

## Équipes et composition des divisions

### Nations engagées
32 équipes disputent cette édition de la Ligue mondiale :
- Les 28 équipes qui ont pris part à la Ligue mondiale 2014 (sauf l'Allemagne qui a déclaré forfait et est remplacée par le Venezuela) ;
- 4 équipes se qualifient pour cette édition (à la suite de l'agrandissement de 28 à 32 équipes) par le biais des championnats continentaux :
  - Le Monténégro - Vainqueur de la Ligue européenne de volley-ball 2014
  - La Grèce - Finaliste de la Ligue européenne de volley-ball 2014
  - L'Égypte - Vainqueur du Championnat d'Afrique masculin de volley-ball 2013
  - Le Kazakhstan - Vainqueur du Championnat d'Asie de volley-ball masculin 2014 (en)

### Mouvement inter-divisions
- L'Australie est promue en division 1 à la suite de sa victoire en division 2 durant la Ligue mondiale 2014
- La Bulgarie est rétrogradée en division 2 à la suite de sa 8e place durant la Ligue mondiale 2014.
- Cuba est promu en division 2 grâce à sa victoire en division 3 durant la Ligue mondiale 2014.
- Le Japon aurait dû être rétrogradé en division 3 à la suite de sa 20e place durant la Ligue mondiale 2014 mais a été repêché grâce au forfait de l'équipe d'Allemagne. Le Venezuela remplace alors les Allemands[5] en Division 3.

### Tableau des divisions
| Division 1     | Division 1     | Division 2    | Division 2        | Division 2    | Division 3      | Division 3     | Division 3      |
| Poule A        | Poule B        | Poule C       | Poule D           | Poule E       | Poule F         | Poule G        | Poule H         |
| -------------- | -------------- | ------------- | ----------------- | ------------- | --------------- | -------------- | --------------- |
| Brésil (1)     | Russie (2)     | Argentine (6) | France (12)       | Finlande (17) | Tunisie (15)    | Chine (17)     | Égypte (19)     |
| Italie (4)     | Pologne (3)    | Bulgarie (9)  | Corée du Sud (16) | Belgique (20) | Porto Rico (23) | Mexique (22)   | Venezuela (29)  |
| Serbie (8)     | États-Unis (5) | Cuba (11)     | Japon (21)        | Pays-Bas (25) | Turquie (31)    | Slovaquie (34) | Espagne (36)    |
| Australie (13) | Iran (10)      | Canada (14)   | Rép. tchèque (26) | Portugal (27) | Monténégro (86) | Grèce (56)     | Kazakhstan (42) |

Entre parenthèses, le classement FIVB du 22 septembre 2014.

## Tour intercontinental

### Division 1

#### Poule A
| # | Équipe    | Pts | J  | G | Gt | Pt | P  | Sp | Sc | Ratio | Pp   | Pc   | Ratio |
| 1 | Brésil    | 28  | 12 | 7 | 2  | 3  | 0  | 33 | 16 | 2.063 | 1145 | 1038 | 1.103 |
| 2 | Serbie    | 23  | 12 | 5 | 2  | 4  | 1  | 30 | 22 | 1.364 | 1180 | 1152 | 1.024 |
| 3 | Italie    | 16  | 12 | 3 | 3  | 1  | 5  | 22 | 26 | 0.846 | 1073 | 1096 | 0.979 |
| 4 | Australie | 5   | 12 | 1 | 1  | 0  | 10 | 11 | 32 | 0.344 | 931  | 1043 | 0.893 |

#### Poule B
| # | Équipe     | Pts | J  | G | Gt | Pt | P | Sp | Sc | Ratio | Pp   | Pc   | Ratio |
| 1 | États-Unis | 27  | 12 | 8 | 1  | 1  | 2 | 29 | 17 | 1.706 | 1071 | 992  | 1.08  |
| 2 | Pologne    | 22  | 12 | 4 | 4  | 2  | 2 | 30 | 23 | 1.304 | 1179 | 1138 | 1.036 |
| 3 | Iran       | 18  | 12 | 5 | 1  | 1  | 5 | 25 | 21 | 1.19  | 1031 | 1021 | 1.01  |
| 4 | Russie     | 5   | 12 | 1 | 0  | 2  | 9 | 11 | 34 | 0.324 | 946  | 1076 | 0.879 |

### Division 2

#### Poule C
| # | Équipe    | Pts | J  | G | Gt | Pt | P | Sp | Sc | Ratio | Pp   | Pc   | Ratio |
| 1 | Bulgarie  | 21  | 12 | 5 | 3  | 0  | 4 | 27 | 21 | 1.286 | 1067 | 1074 | 0.993 |
| 2 | Argentine | 21  | 12 | 5 | 2  | 2  | 3 | 26 | 21 | 1.238 | 1068 | 980  | 1.09  |
| 3 | Canada    | 23  | 12 | 6 | 0  | 5  | 1 | 29 | 21 | 1.381 | 1097 | 1074 | 1.021 |
| 4 | Cuba      | 7   | 12 | 1 | 2  | 0  | 9 | 13 | 32 | 0.406 | 944  | 1048 | 0.901 |

#### Poule D
| # | Équipe       | Pts | J  | G  | Gt | Pt | P | Sp | Sc | Ratio | Pp   | Pc   | Ratio |
| 1 | France       | 35  | 12 | 11 | 1  | 0  | 0 | 36 | 5  | 7.2   | 1017 | 821  | 1.239 |
| 2 | Japon        | 17  | 12 | 5  | 0  | 2  | 5 | 19 | 23 | 0.826 | 914  | 946  | 0.966 |
| 3 | Tchéquie     | 12  | 12 | 2  | 3  | 0  | 7 | 18 | 28 | 0.643 | 984  | 1068 | 0.921 |
| 4 | Corée du Sud | 8   | 12 | 2  | 0  | 2  | 8 | 14 | 31 | 0.452 | 962  | 1042 | 0.923 |

#### Poule E
| # | Équipe   | Pts | J  | G | Gt | Pt | P | Sp | Sc | Ratio | Pp   | Pc   | Ratio |
| 1 | Belgique | 27  | 12 | 6 | 4  | 1  | 1 | 32 | 17 | 1.882 | 1150 | 1024 | 1.123 |
| 2 | Pays-Bas | 26  | 12 | 6 | 3  | 2  | 1 | 31 | 17 | 1.824 | 1071 | 995  | 1.076 |
| 3 | Finlande | 14  | 12 | 3 | 1  | 3  | 5 | 21 | 28 | 0.75  | 1044 | 1119 | 0.933 |
| 4 | Portugal | 5   | 12 | 0 | 1  | 3  | 8 | 12 | 32 | 0.375 | 1007 | 1134 | 0.888 |

### Division 3

#### Poule F
| # | Équipe     | Pts | J | G | Gt | Pt | P | Sp | Sc | Ratio | Pp  | Pc  | Ratio |
| 1 | Monténégro | 16  | 6 | 5 | 0  | 1  | 0 | 17 | 5  | 3.4   | 532 | 477 | 1.115 |
| 2 | Turquie    | 13  | 6 | 3 | 2  | 0  | 1 | 16 | 8  | 2     | 562 | 494 | 1.138 |
| 3 | Porto Rico | 4   | 6 | 0 | 1  | 1  | 4 | 7  | 16 | 0.438 | 468 | 542 | 0.863 |
| 4 | Tunisie    | 3   | 6 | 1 | 0  | 0  | 5 | 5  | 16 | 0.313 | 450 | 499 | 0.902 |

#### Poule G
| # | Équipe    | Pts | J | G | Gt | Pt | P | Sp | Sc | Ratio | Pp  | Pc  | Ratio |
| 1 | Chine     | 14  | 6 | 2 | 4  | 0  | 0 | 18 | 9  | 2     | 608 | 568 | 1.07  |
| 2 | Grèce     | 11  | 6 | 1 | 3  | 2  | 0 | 16 | 12 | 1.333 | 616 | 589 | 1.046 |
| 3 | Slovaquie | 10  | 6 | 2 | 0  | 4  | 0 | 14 | 13 | 1.077 | 575 | 566 | 1.016 |
| 4 | Mexique   | 1   | 6 | 0 | 0  | 1  | 5 | 4  | 18 | 0.222 | 451 | 527 | 0.856 |

#### Poule H
| # | Équipe     | Pts | J | G | Gt | Pt | P | Sp | Sc | Ratio | Pp  | Pc  | Ratio |
| 1 | Égypte     | 16  | 6 | 5 | 0  | 1  | 0 | 17 | 5  | 3.4   | 518 | 447 | 1.159 |
| 2 | Espagne    | 14  | 6 | 4 | 1  | 0  | 1 | 16 | 7  | 2.286 | 531 | 488 | 1.088 |
| 3 | Kazakhstan | 3   | 6 | 0 | 1  | 1  | 4 | 7  | 17 | 0.412 | 495 | 561 | 0.882 |
| 4 | Venezuela  | 3   | 6 | 0 | 1  | 1  | 4 | 6  | 17 | 0.353 | 492 | 540 | 0.911 |

## Phase finale

### Division 3
La phase finale s'est déroulée à l'Aegon Arena de Bratislava (Slovaquie) du 4 au 5 juillet 2015.
|  | Demi-finales 4 juillet 2015       | Demi-finales 4 juillet 2015 |                        |   | Finale 5 juillet 2015            | Finale 5 juillet 2015            |
|  | Demi-finales 4 juillet 2015       | Demi-finales 4 juillet 2015 |                        |   | Finale 5 juillet 2015            | Finale 5 juillet 2015            |
|  |                                   |                             |                        |   |                                  |                                  |
|  | 25–21, 25–21, 22–25, 25–15        | 25–21, 25–21, 22–25, 25–15  |                        |   | 20–25, 25–21, 23–25, 25–23, 9–15 | 20–25, 25–21, 23–25, 25–23, 9–15 |
|  | 25–21, 25–21, 22–25, 25–15        | 25–21, 25–21, 22–25, 25–15  |                        |   | 20–25, 25–21, 23–25, 25–23, 9–15 | 20–25, 25–21, 23–25, 25–23, 9–15 |
|  | Monténégro                        | 3                           |                        |   | 20–25, 25–21, 23–25, 25–23, 9–15 | 20–25, 25–21, 23–25, 25–23, 9–15 |
|  | Monténégro                        | 3                           |                        |   | 20–25, 25–21, 23–25, 25–23, 9–15 | 20–25, 25–21, 23–25, 25–23, 9–15 |
|  | Chine                             | 1                           |                        |   | 20–25, 25–21, 23–25, 25–23, 9–15 | 20–25, 25–21, 23–25, 25–23, 9–15 |
|  | Chine                             | 1                           | Monténégro             | 2 |                                  |                                  |
|  | 23–25, 25–22, 25–27, 23–25        |                             | Monténégro             | 2 |                                  |                                  |
|  |                                   | Égypte                      | 3                      |   |                                  |                                  |
|  | Slovaquie                         | Égypte                      | 3                      | 1 |                                  |                                  |
|  | Slovaquie                         |                             |                        | 1 |                                  |                                  |
|  | Égypte                            | 3                           |                        |   |                                  |                                  |
|  | Égypte                            | 3                           | Match pour la 3e place |   |                                  |                                  |
|  |                                   |                             |                        |   |                                  |                                  |
|  | 25–17, 28–26, 20–25, 27–29, 13–15 |                             |                        |   |                                  |                                  |
|  |                                   |                             |                        |   |                                  |                                  |
|  | Chine                             | 2                           |                        |   |                                  |                                  |
|  | Chine                             | 2                           |                        |   |                                  |                                  |
|  | Slovaquie                         | 3                           |                        |   |                                  |                                  |
|  | Slovaquie                         | 3                           |                        |   |                                  |                                  |

### Division 2
La phase finale s'est déroulée au Palais de la Culture et des Sports de Varna (Bulgarie) les 10 et 11 juillet 2015.

#### Tableau
|  | Demi-finales 10 juillet 2015      | Demi-finales 10 juillet 2015 |                        |   | Finale 11 juillet 2015 | Finale 11 juillet 2015 |
|  | Demi-finales 10 juillet 2015      | Demi-finales 10 juillet 2015 |                        |   | Finale 11 juillet 2015 | Finale 11 juillet 2015 |
|  |                                   |                              |                        |   |                        |                        |
|  | 23-25, 25-14, 25-18, 25-20        | 23-25, 25-14, 25-18, 25-20   |                        |   | 16–25, 20–25, 21–25    | 16–25, 20–25, 21–25    |
|  | 23-25, 25-14, 25-18, 25-20        | 23-25, 25-14, 25-18, 25-20   |                        |   | 16–25, 20–25, 21–25    | 16–25, 20–25, 21–25    |
|  | Bulgarie                          | 3                            |                        |   | 16–25, 20–25, 21–25    | 16–25, 20–25, 21–25    |
|  | Bulgarie                          | 3                            |                        |   | 16–25, 20–25, 21–25    | 16–25, 20–25, 21–25    |
|  | Belgique                          | 1                            |                        |   | 16–25, 20–25, 21–25    | 16–25, 20–25, 21–25    |
|  | Belgique                          | 1                            | Bulgarie               | 0 |                        |                        |
|  | 25-13, 25-20, 25-17               |                              | Bulgarie               | 0 |                        |                        |
|  |                                   | France                       | 3                      |   |                        |                        |
|  | France                            | France                       | 3                      | 3 |                        |                        |
|  | France                            |                              |                        | 3 |                        |                        |
|  | Argentine                         | 0                            |                        |   |                        |                        |
|  | Argentine                         | 0                            | Match pour la 3e place |   |                        |                        |
|  |                                   |                              |                        |   |                        |                        |
|  | 18–25, 25–20, 21–25, 25–18, 11–15 |                              |                        |   |                        |                        |
|  |                                   |                              |                        |   |                        |                        |
|  | Belgique                          | 2                            |                        |   |                        |                        |
|  | Belgique                          | 2                            |                        |   |                        |                        |
|  | Argentine                         | 3                            |                        |   |                        |                        |
|  | Argentine                         | 3                            |                        |   |                        |                        |

### Division 1
La phase finale se déroule au Ginásio do Maracanãzinho de Rio de Janeiro (Brésil) du 15 au 19 juillet 2015.

2 groupes de 3 constituent cette phase finale.
Les 2 premiers de chaque poule passent et s'affrontent dans des demi-finales croisées (1er poule I - 2e poule J et 2e poule I - 1er poule J).

Les vainqueurs disputent la finale, les vaincus la finale pour la 3e place.

#### Composition des groupes
Source : fivb.org
| Poule I                     | Poule J            |
| Organisateur Brésil         | 2e poule A Serbie  |
| 1er poule B États-Unis      | 3e poule A Italie  |
| Vainqueur Division 2 France | 2e poule B Pologne |

#### Poule I
| # | Équipe     | Pts | J | G | Gt | Pt | P | Sp | Sc | Ratio | Pp  | Pc  | Ratio |
| 1 | États-Unis | 3   | 2 | 1 | 0  | 0  | 1 | 4  | 4  | 1     | 197 | 191 | 1.031 |
| 2 | France     | 3   | 2 | 1 | 0  | 0  | 1 | 4  | 4  | 1     | 197 | 197 | 1     |
| 3 | Brésil     | 3   | 2 | 1 | 0  | 0  | 1 | 4  | 4  | 1     | 200 | 206 | 0.971 |

#### Poule J
| # | Équipe  | Pts | J | G | Gt | Pt | P | Sp | Sc | Ratio | Pp  | Pc  | Ratio |
| 1 | Pologne | 4   | 2 | 1 | 0  | 1  | 0 | 5  | 4  | 1.25  | 204 | 190 | 1.074 |
| 2 | Serbie  | 3   | 2 | 0 | 1  | 1  | 0 | 5  | 5  | 1     | 210 | 206 | 1.019 |
| 3 | Italie  | 2   | 2 | 0 | 1  | 0  | 1 | 4  | 5  | 0.8   | 184 | 202 | 0.911 |

#### Tableau final
|  | Demi-finales 18 juillet 2015      | Demi-finales 18 juillet 2015      |                        |   | Finale 19 juillet 2015 | Finale 19 juillet 2015 |
|  | Demi-finales 18 juillet 2015      | Demi-finales 18 juillet 2015      |                        |   | Finale 19 juillet 2015 | Finale 19 juillet 2015 |
|  |                                   |                                   |                        |   |                        |                        |
|  | 23–25, 21–25, 27–25, 25–20, 12–15 | 23–25, 21–25, 27–25, 25–20, 12–15 |                        |   | 19-25, 21-25, 23-25    | 19-25, 21-25, 23-25    |
|  | 23–25, 21–25, 27–25, 25–20, 12–15 | 23–25, 21–25, 27–25, 25–20, 12–15 |                        |   | 19-25, 21-25, 23-25    | 19-25, 21-25, 23-25    |
|  | États-Unis                        | 2                                 |                        |   | 19-25, 21-25, 23-25    | 19-25, 21-25, 23-25    |
|  | États-Unis                        | 2                                 |                        |   | 19-25, 21-25, 23-25    | 19-25, 21-25, 23-25    |
|  | Serbie                            | 3                                 |                        |   | 19-25, 21-25, 23-25    | 19-25, 21-25, 23-25    |
|  | Serbie                            | 3                                 | Serbie                 | 0 |                        |                        |
|  | 25-23, 25-23, 19-25, 22-25, 17-15 |                                   | Serbie                 | 0 |                        |                        |
|  |                                   | France                            | 3                      |   |                        |                        |
|  | France                            | France                            | 3                      | 3 |                        |                        |
|  | France                            |                                   |                        | 3 |                        |                        |
|  | Pologne                           | 2                                 |                        |   |                        |                        |
|  | Pologne                           | 2                                 | Match pour la 3e place |   |                        |                        |
|  |                                   |                                   |                        |   |                        |                        |
|  | 25-22, 25-23, 25-23               |                                   |                        |   |                        |                        |
|  |                                   |                                   |                        |   |                        |                        |
|  | États-Unis                        | 3                                 |                        |   |                        |                        |
|  | États-Unis                        | 3                                 |                        |   |                        |                        |
|  | Pologne                           | 0                                 |                        |   |                        |                        |
|  | Pologne                           | 0                                 |                        |   |                        |                        |

## Classement final
| Place | Équipe       |
| ----- | ------------ |
|       | France       |
|       | Serbie       |
|       | États-Unis   |
| 4     | Pologne      |
| 5     | Brésil       |
| -     | Italie       |
| 7     | Iran         |
| 8     | Australie    |
| -     | Russie       |
| 10    | Bulgarie     |
| 11    | Argentine    |
| 12    | Belgique     |
| 13    | Japon        |
| -     | Pays-Bas     |
| 15    | Canada       |
| -     | Finlande     |
| -     | Tchéquie     |
| 18    | Corée du Sud |
| -     | Cuba         |
| -     | Portugal     |
| 21    | Égypte       |
| 22    | Monténégro   |
| 23    | Slovaquie    |
| 24    | Chine        |
| 25    | Espagne      |
| -     | Grèce        |
| -     | Turquie      |
| 28    | Kazakhstan   |
| -     | Porto Rico   |
| 30    | Tunisie      |
| -     | Mexique      |
| -     | Venezuela    |

### Distinctions individuelles

#### Récompenses lors du tour final
- MVP :  Earvin N'Gapeth
- Meilleur attaquant :  Aleksandar Atanasijević
- Meilleur central :  Maxwell Holt
- 2e meilleur central :  Srećko Lisinac
- Meilleur réceptionneur-attaquant :  Earvin N'Gapeth
- 2e meilleur réceptionneur-attaquant :  Michał Kubiak
- Meilleur passeur :  Benjamin Toniutti
- Meilleur libéro :  Paweł Zatorski